# Chiesa di Nostra Signora del Rosario (Luras)
La chiesa di Nostra Signora del Rosario è un edificio religioso situato a Luras, centro abitato della Sardegna nord-orientale. Consacrata al culto cattolico è sede dell'omonima parrocchia e fa parte della diocesi di Tempio-Ampurias.
La chiesa risale alla fine del XVI secolo e venne edificata per volere del sacerdote Giorgio Scano; sostituì la vecchia parrocchiale ormai in rovina, San Giacomo, demolita poi nel 1765 per disposizione del vescovo di allora Pietro Paolo Carta. L'edificio, in conci di granito a vista, presenta in facciata una nicchia contenente il simulacro marmoreo della Madonna forse proveniente da un'altra chiesa se non proprio dalla vecchia parrocchiale.
All'interno sono conservati tre dipinti di un certo pregio artistico: il primo raffigurante la Vergine del Rosario, dipinto manierista del XVII secolo, la Pentecoste di Antonio Caboni (1874) e le Anime purganti del 1927 di Giovanni Patrone. All'interno sono presenti anche due pregevoli leoni in marmo, probabilmente residuati dall'antica facciata.